# Pavonia ducke-limae
Pavonia ducke-limae är en malvaväxtart som beskrevs av H. da C. Monteiro Filho. Pavonia ducke-limae ingår i släktet påfågelsmalvor, och familjen malvaväxter. Inga underarter finns listade i Catalogue of Life.